# Fayette Pinkney
Pour les articles homonymes, voir Pinkney.
Fayette Regina Pinkney, née le 10 janvier 1948 à Philadelphie et morte le 27 juin 2009 à Lansdale, est une chanteuse américaine, membre d'origine du groupe vocal The Three Degrees.

## Biographie
Née à Philadelphie en Pennsylvanie, Fayette Pinkney est, encore lycéenne, l'une des trois jeunes adolescentes réunies par le manager Richard Barrett pour former le groupe vocal de soul The Three Degrees en 1963. Elle fait partie du groupe pendant ses grandes années et chante sur plusieurs de leurs plus grands succès, tels que When Will I See You Again (1974, numéro deux aux États-Unis, numéro 1 au classement des singles britanniques et dans le top 5 dans cinq autres pays) et Take Good Care Of Yourself. Elle a en 1974 une brève liaison avec David Bowie, alors à Philadelphie pour l'enregistrement de Young Americans. Elle quitte le groupe en 1976,. 
En janvier 1979 elle enregistre à Londres en deux semaines son seul album solo, One Degree.
Elle reprend alors ses études et obtient un baccalauréat universitaire en psychologie de l'université Temple et une maîtrise en services à la personne de l'université Lincoln en 1984. Elle travaille ensuite comme conseillère et coach vocal et tourne avec un groupe appelé Intermezzo Choir Ministry,.
En 1994, elle donne naissance à une fille, Ayana Alexandria, qui décède deux jours plus tard des suites du syndrome de mort subite du nourrisson. 
Le 27 juin 2009 à Lansdale dans son État natal de Pennsylvanie, elle-même meurt d'une insuffisance respiratoire aiguë après une maladie brève et soudaine à l'âge de 61 ans.

## Discographie

### Au sein deThe Three Degrees
- Maybe (Roulette, 1970)

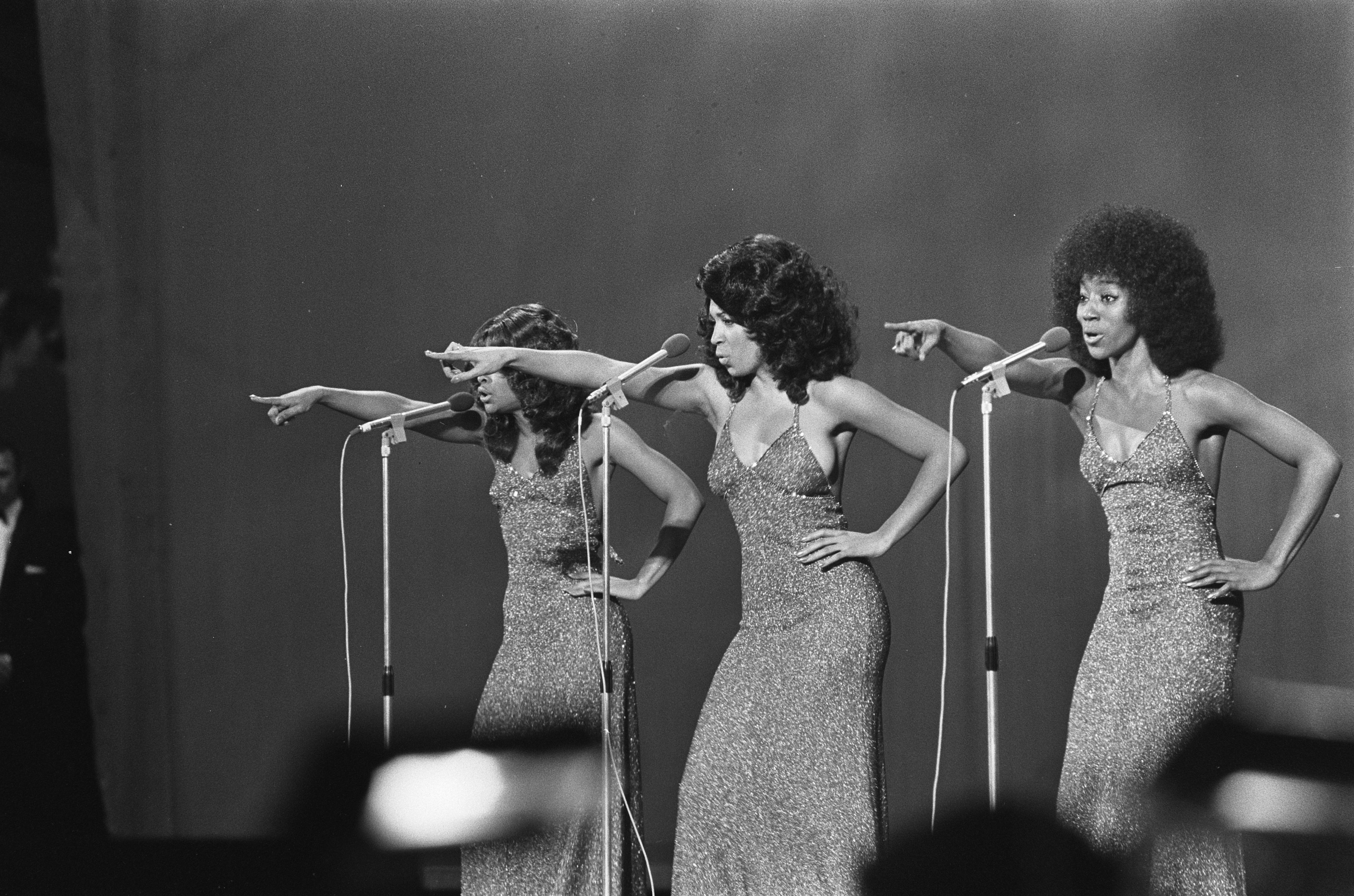
Fayette (à droite) avec The Three Degrees en 1974.

- The Three Degrees (Philadelphia International, 1973), disque d'or au Royaume-Uni[6]
- International (Philadelphia International, 1975), disque d'or au Royaume-Uni[6]
- A Toast of Love (CBS/Sony, 1976)
- Standing Up for Love (Epic, 1977)

### En solo
- One Degree (Chopper Records, 1979)